# Bagno Pilchowskie
Bagno Pilchowskie, także Jezioro Pilchowskie (niem. Polchower See) – wysychające i porastające szuwarami jezioro położone ok. 1 km na zachód od wsi Pilchowo  w powiecie polickim. Na arkuszu mapy katastralnej Pomorza Szwedzkiego z roku 1692 dotyczącego Pilchowa jezioro ma długość ok. 600 m i szerokość ok. 300 m. Podobne rozmiary ma to jezioro na mapie okolic Szczecina z 1940 r. Wpada do niego strumień Wielecki Potok. Ponieważ jezioro jest w zaawansowanym stadium lądowacenia i upodabnia się coraz bardziej do bagna, ostatnie wydawnictwa kartograficzne odnotowują je już jako Bagno Pilchowskie.
Bagno Pilchowskie jest siedliskiem m.in. kumaka nizinnego i żółwia błotnego – gatunków objętych ochroną według prawa polskiego i unijnego.